# لشان، شوئیز
شهر لشان در بخش مرک در ایالت شوئیز در کشور سوئیس واقع شده‌است که ۶٬۶۰۰ نفر جمعیت دارد.